# Brakogonek
Brakogonek (Anoura) – rodzaj ssaków z podrodziny jęzorników (Glossophaginae) w obrębie rodziny liścionosowatych (Phyllostomidae).

## Rozmieszczenie geograficzne
Rodzaj obejmuje gatunki występujące od Meksyku przez Amerykę Centralną i Południową do północno-zachodniej Argentyny.

## Morfologia
Długość ciała (bez ogona) 46–81 mm, długość ogona 0–8 mm, długość ucha 8–17 mm, długość tylnej stopy 7–14 mm, długość przedramienia 32–49 mm; masa ciała 7,5–23 g.

## Systematyka
Rodzaj zdefiniował w 1838 roku brytyjski zoolog John Edward Gray w artykule zatytułowanym Przegląd rodzajów nietoperzy (Vespertilionidae) i opis kilku nowych rodzajów i gatunków, opublikowanym w czasopiśmie „Magazine of Zoology and Botany”. Gatunkiem typowym jest (oznaczenie monotypowe) brakogonek dżunglowy (A. geoffroyi).

### Etymologia
- Anoura (Anura): gr. przedrostek negatywny αν an; ουρα oura ‘ogon’[12].
- Choeronycteris: gr. χοιρος khoiros ‘świnia’;  νυκτερις nukteris, νυκτεριδος nukteridos ‘nietoperz’[13]. Gatunek typowy (oznaczenie monotypowe): Choeronycteris peruana von Tschudi, 1844.
- Rhinchonycteris: gr. ῥυγχος rhunkhos ‘pysk, ryj, dziób’; νυκτερις nukteris, νυκτεριδος nukteridos ‘nietoperz’[14]. Gatunek typowy (oznaczenie monotypowe): Choeronycteris peruana von Tschudi, 1844.
- Glossonycteris: gr. γλωσσα glōssa ‘język’; νυκτερις nukteris, νυκτεριδος nukteridos ‘nietoperz’[15]. Gatunek typowy (oznaczenie monotypowe): Glossonycteris lasiopyga[e] W.C.H. Peters, 1868.
- Lonchoglossa (Lonchoglosa): gr. λογχη lonkhē ‘włócznia, lanca’; γλωσσα glōssa ‘język’[16]. Gatunek typowy (oznaczenie monotypowe): Glossophaga caudifer É. Geoffroy Saint-Hilaire, 1818.

### Podział systematyczny
Do rodzaju należą następujące gatunki:
| Podrodzaj      | Grafika | Gatunek            | Autor i rok opisu                       | Nazwa zwyczajowa        | Podgatunki         | Rozmieszczenie geograficzne | Podstawowe wymiary                                           | Status IUCN |
| -------------- | ------- | ------------------ | --------------------------------------- | ----------------------- | ------------------ | --- | ------------------------------------------------------------ | ----------- |
| Lonchoglossa   |         | Anoura caudifer    | (É. Geoffroy Saint-Hilaire, 1818)       | brakogonek ogoniasty    | gatunek monotypowy | Kolumbia, region Gujana, Brazylia (okolice środkowej części Niziny Amazonki), Ekwador, Peru, Boliwia i północno-zachodnia Argentyna; wątpliwy w Paragwaju; zakres wysokości: 0–1500 m n.p.m.                                                                       | DC: 4,6–6,4 cm DO: 0,4–0,5 cm DP: 3,3–3,9 cm MC: 8–13 g      | LC          |
| Lonchoglossa   |         | Anoura aequatoris  | (Lönnberg, 1921)                        |                         | gatunek monotypowy | zachodnie i środkowe Andy od północno-zachodniej Kolumbii (Antioquia) na południe do zachodnio-środkowej Boliwii (La Paz; wschodnie granice zasięgu nieznane; zakres wysokości: 1000–1500 m n.p.m.                                                                 | DC: 5,1–5,9 cm DO: 0–0,7 cm DP: 3,2–3,8 cm MC: 8–9 g         | LC          |
| Lonchoglossa   |         | Anoura cadenai     | Mantilla-Meluk & R.J. Baker, 2006       | brakogonek kordylierski | gatunek monotypowy | endemit Kolumbii: znany z zachodniego zbocza południowo-zachodnich Andów; być może przyległy północny Ekwador; zakres wysokości: 800–1560 m n.p.m. | DC: 5,9–6,1 cm DO: bezogonowy DP: 3,6–3,7 cm MC: brak danych | DD          |
| Lonchoglossa   |         | Anoura fistulata   | Muchhala, Mena & L. Albuja, 2005        | brakogonek rurkowargi   | gatunek monotypowy | wschodnie zbocza w Andach w Kolumbii, Peru i Boliwii, po obu stronach zboczach Andów w Ekwadorze; zakres wysokości: 1300–2275 m n.p.m. | DC: 5,7–6,7 cm DO: 0,4–0,7 cm DP: 3,5–4 cm MC: 9–17 g        | DD          |
| Lonchoglossa   |         | Anoura luismanueli | Molinari, 1994                          | brakogonek stokowy      | gatunek monotypowy | wschodnie Andy w Kolumbii, Andy w zachodniej Wenezueli (Cordillera de Mérida); zakres wysokości: 1100–2400 m n.p.m. | DC: 5,5–5,9 cm DO: 0,3–0,5 cm DP: 3,4–3,7 cm MC: 7,5–10 g    | LC          |
| Lonchoglossa   |         | Anoura javieri     | Pacheco, Sánchez-Vendizú & Solari, 2018 |                         | gatunek monotypowy | endemit Peru: górny las górski Parku Narodowego Manú (Cuzco); być może Boliwia (Yungas); zakres wysokości: 1900–3450 m n.p.m. | DC: 6,1–6,9 cm DO: 0–0,8 cm DP: 3,7–3,8 cm MC: 10–11 g       | NE          |
| Incertae sedis |         | Anoura cultrata    | Handley, 1960                           | brakogonek nektarowy    | gatunek monotypowy | Kostaryka, Panama, Kolumbia, północna i zachodnia Wenezuela, Ekwador, Peru i zachodnio-środkowy Boliwia (na południe do Cochabamby; zakres wysokości: 50–2600 m n.p.m.                                                                                             | DC: 5,4–7,9 cm DO: 0,3–0,4 cm DP: 3,4–4,3 cm MC: 9–23 g      | LC          |
| Anoura         |         | Anoura latidens    | Handley, 1984                           | brakogonek szerokozębny | gatunek monotypowy | nieciągle w Andach Kolumbii i Peru, Wenezuela oraz zachodnio-środkowa Gujana; zakres wysokości: do 2600 m n.p.m. | DC: 5,9c7,7m DO: bezogonowy DP: 4–4,6 cm MC: 15–16 g         | LC          |
| Anoura         |         | Anoura geoffroyi   | J.E. Gray, 1838                         | brakogonek dżunglowy    | 2 podgatunki       | Meksyk (od południowej Sinaloa i południowego Tamaulipas) na południe do północno-zachodniego Peru i północnej Brazylii, niejednolicie we wschodniej Brazylii do wschodniej Boliwii, Trynidad i Tobago (Trynidad) oraz Grenada; zakres wysokości: do 3500 m n.p.m. | DC: 5,8–7,3 cm DO: bezogonowy DP: 4–4,5 cm MC: 13–18 g       | LC          |
| Anoura         |         | Anoura peruana     | (von Tschudi, 1844)                     |                         | gatunek monotypowy | Andyjska strefa w zachodniej Kolumbii, zachodniej i wschodniej Ekwadorze, zachodnim i wschodnim Peru oraz zachodniej i środkowej Boliwii; zakres wysokości: 10–3800 m n.p.m.                                                                                       | DC: 5,9–8,1 cm DO: bezogonowy DP: 4,3–4,9 cm MC: 13–18 g     | LC          |

Kategorie IUCN:  LC  – gatunek najmniejszej troski,  DD  – gatunki o nieokreślonym stopniu zagrożenia;  NE  – gatunki niepoddane jeszcze ocenie.